# ورزشگاه تختی نیشابور
ورزشگاه تختی نیشابور یک مجموعهٔ ورزشی در منطقه مرکزی شهر نیشابور است که دارای سالن‌های ورزشی متعددی بوده و در دوره پهلوی دوم ساخته شده است. این مجموعه ورزشی که دارای زمین فوتبال، سالن ورزشی بسکتبال، سالن سنگ‌نوردی، کشتی و زورخانه است؛ محل برگزاری بعضی از مراسم‌های عمومی نیز است.